# Lijst van nummer 1-hits in Duitsland in 1974
Deze hits stonden in 1974 op nummer 1 in de Der Musikmarkt, de bekendste hitlijst in Duitsland.
| Datum        | Artiest           | Titel                      |
| ------------ | ----------------- | -------------------------- |
| 4 januari    | Mireille Mathieu  | La paloma ade              |
| 11 januari   | Lobo              | I'd love you to want me    |
| 18 januari   | Lobo              | I'd love you to want me    |
| 25 januari   | Lobo              | I'd love you to want me    |
| 1 februari   | Lobo              | I'd love you to want me    |
| 8 februari   | Lobo              | I'd love you to want me    |
| 15 februari  | The Sweet         | Teenage rampage            |
| 22 februari  | The Sweet         | Teenage rampage            |
| 1 maart      | The Sweet         | Teenage rampage            |
| 8 maart      | The Sweet         | Teenage rampage            |
| 15 maart     | The Sweet         | Teenage rampage            |
| 22 maart     | The Sweet         | Teenage rampage            |
| 29 maart     | Dan the banjo man | Dan the banjo man          |
| 5 april      | The Sweet         | Teenage rampage            |
| 12 april     | Nazareth          | This flight tonight        |
| 19 april     | Terry Jacks       | Seasons in the sun         |
| 26 april     | Terry Jacks       | Seasons in the sun         |
| 3 mei        | Terry Jacks       | Seasons in the sun         |
| 10 mei       | Terry Jacks       | Seasons in the sun         |
| 17 mei       | Terry Jacks       | Seasons in the sun         |
| 24 mei       | Terry Jacks       | Seasons in the sun         |
| 31 mei       | Terry Jacks       | Seasons in the sun         |
| 7 juni       | ABBA              | Waterloo                   |
| 14 juni      | Terry Jacks       | Seasons in the sun         |
| 21 juni      | ABBA              | Waterloo                   |
| 28 juni      | ABBA              | Waterloo                   |
| 5 juli       | ABBA              | Waterloo                   |
| 12 juli      | The Rubettes      | Sugar baby love            |
| 19 juli      | The Rubettes      | Sugar baby love            |
| 26 juli      | Vicky Leandros    | Theo, wir fahr'n nach Lodz |
| 2 augustus   | The Rubettes      | Sugar baby love            |
| 9 augustus   | The Rubettes      | Sugar baby love            |
| 16 augustus  | The Rubettes      | Sugar baby love            |
| 23 augustus  | The Rubettes      | Sugar baby love            |
| 30 augustus  | George McCrae     | Rock your baby             |
| 6 september  | George McCrae     | Rock your baby             |
| 13 september | George McCrae     | Rock your baby             |
| 20 september | George McCrae     | Rock your baby             |
| 27 september | George McCrae     | Rock your baby             |
| 4 oktober    | George McCrae     | Rock your baby             |
| 11 oktober   | George McCrae     | Rock your baby             |
| 18 oktober   | George McCrae     | Rock your baby             |
| 25 oktober   | George McCrae     | Rock your baby             |
| 1 november   | George McCrae     | Rock your baby             |
| 8 november   | Carl Douglas      | Kung fu fighting           |
| 15 november  | Carl Douglas      | Kung fu fighting           |
| 22 november  | Carl Douglas      | Kung fu fighting           |
| 29 november  | Carl Douglas      | Kung fu fighting           |
| 6 december   | Carl Douglas      | Kung fu fighting           |
| 13 december  | Carl Douglas      | Kung fu fighting           |
| 20 december  | Carl Douglas      | Kung fu fighting           |
| 27 december  | Michael Holm      | Tränen lügen nicht         |